# Katedra Świętego Grzegorza Oświeciciela w Erywaniu
Katedra Świętego Grzegorza Oświeciciela w Erywaniu – katedra Apostolskiego Kościoła Ormiańskiego, znajdująca się w centrum stolicy Armenii, Erywaniu. Świątynia leży na niewielkim wzgórzu Chandidżana, u podnóża którego przebiega ulica Tigrana Wielkiego, w dzielnicy Kentron, tuż obok stacji metra Generał Andranik. Katedra jest największym ormiańskim kościołem na świecie, zaś obok soboru Trójcy Świętej w Tbilisi jest jedną z największych świątyń na Zakaukaziu.

## Historia
Katedra powstała dla upamiętnienia 1700. rocznicy proklamowania chrześcijaństwa jako religii państwowej w Armenii oraz jako miejsce spoczynku relikwii świętego Grzegorza Oświeciciela – patrona Armenii. Szczątki św. Grzegorza zostały z tej okazji przywiezione z Neapolu. Katedra powstała z inicjatywy Katolikosa Wazgena I. Budowa rozpoczęła się 7 kwietnia 1997 po uświęceniu ziemi błogosławieństwem udzielonym przez Katolikosa Karekina I. Kościół został zaprojektowany przez architekta Stepana Kiurkcziana, a budowa została zakończona w 2001 roku. Konsekracja katedry miała miejsce 23 września 2001, a wkrótce po tym przybył tu z wizytą papież Jan Paweł II. Obiekt został ufundowany przez prywatnych sponsorów.

## Architektura
Katedra jest ogromnym kompleksem składającym się z trzech świątyń: katedry (główny kościół) z 1700 miejsc siedzących (symbolizujących 1700 lat chrześcijaństwa w Armenii), kaplicy pw. króla Tiridatesa III i kaplicy pw. królowej Aszchen – żony Tiridatesa III (obie mieszczące po 150 miejsc siedzących). Te dwie królewskie postacie odegrały kluczową rolę w pomocy św. Grzegorzowi Oświecicielowi, one bowiem przyjęły z jego rąk chrześcijaństwo i uczyniły ją religią państwową w Armenii. Wieża z dzwonnicą (składającą się z ponad 30 łuków) i wewnętrzny dziedziniec znajdują się przy wejściu do katedry. Całkowita powierzchnia kompleksu wynosi około 3822 metrów kwadratowych, a wysokość katedry od podłoża do górnej części krzyża wynosi 54 m.
Katedra ma nowoczesną, betonową konstrukcję, ale stylem nawiązuje do tradycyjnego budownictwa ormiańskiego. Uwagę zwraca jej architektura z ostrymi geometrycznymi liniami, które mogą nasuwać skojarzenia ze stylem kubistycznym.

## Galeria

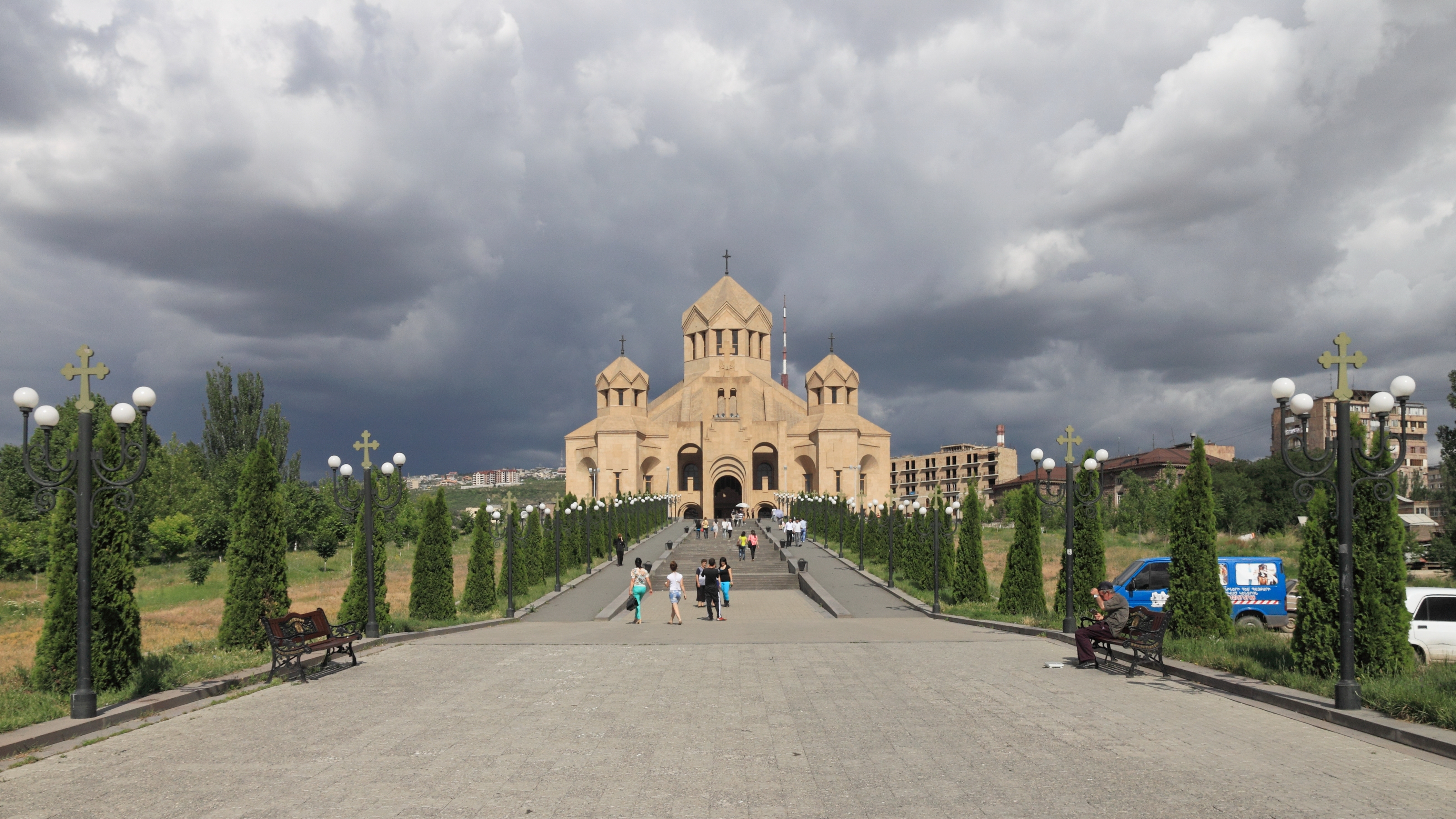
Aleja ze schodami prowadząca do katedry
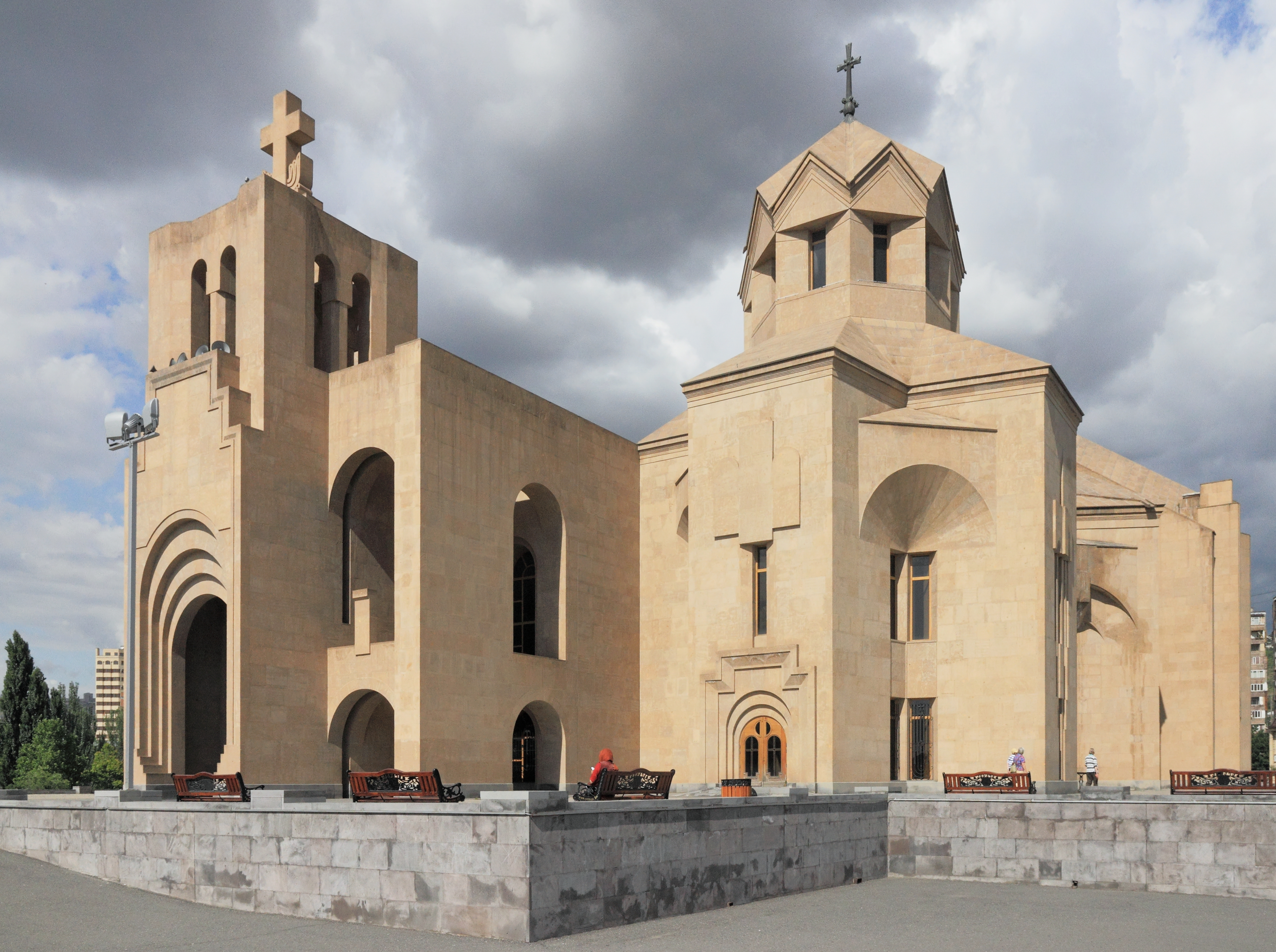
Widok boczny z dzwonnicą
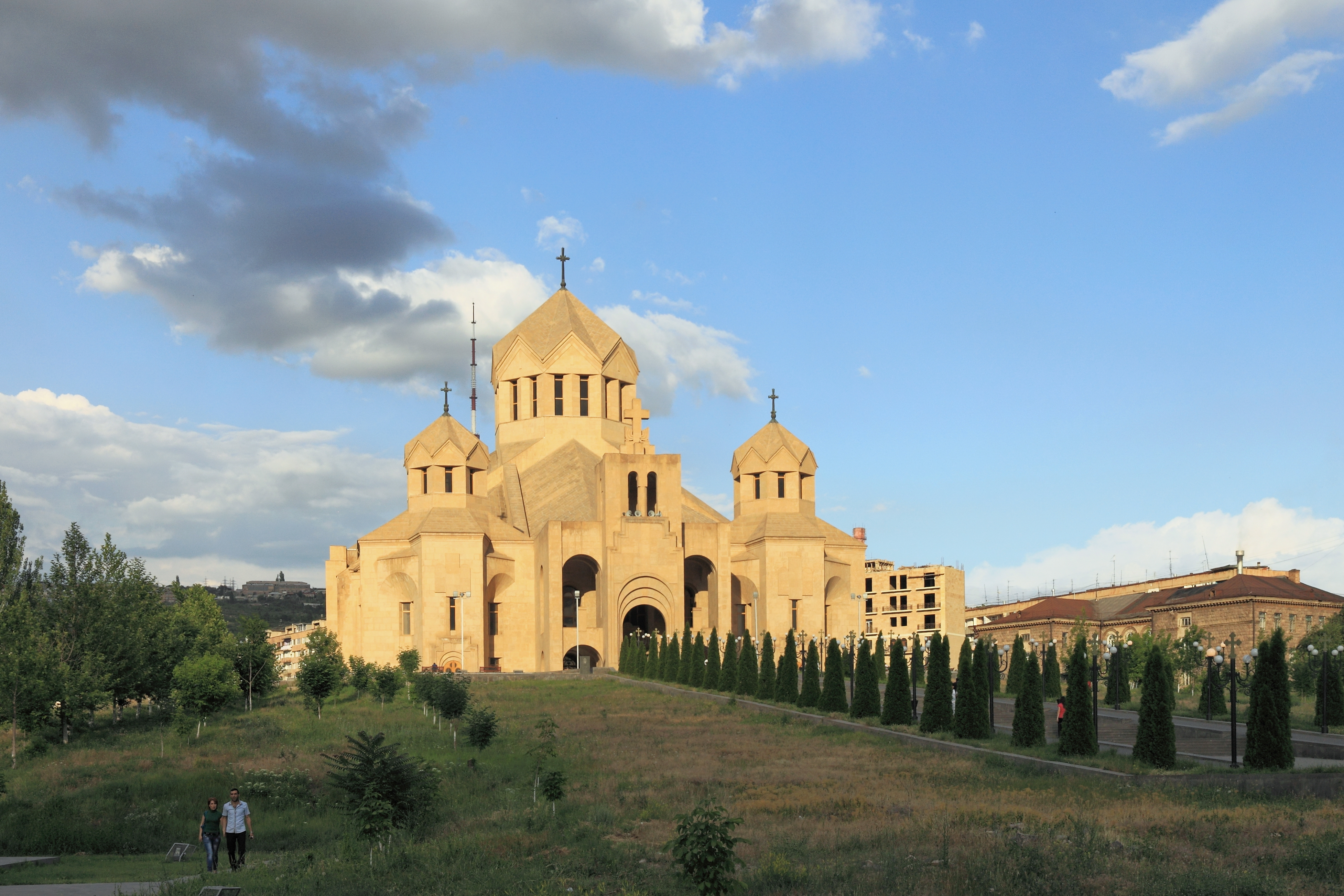
Katedra podczas zachodu słońca
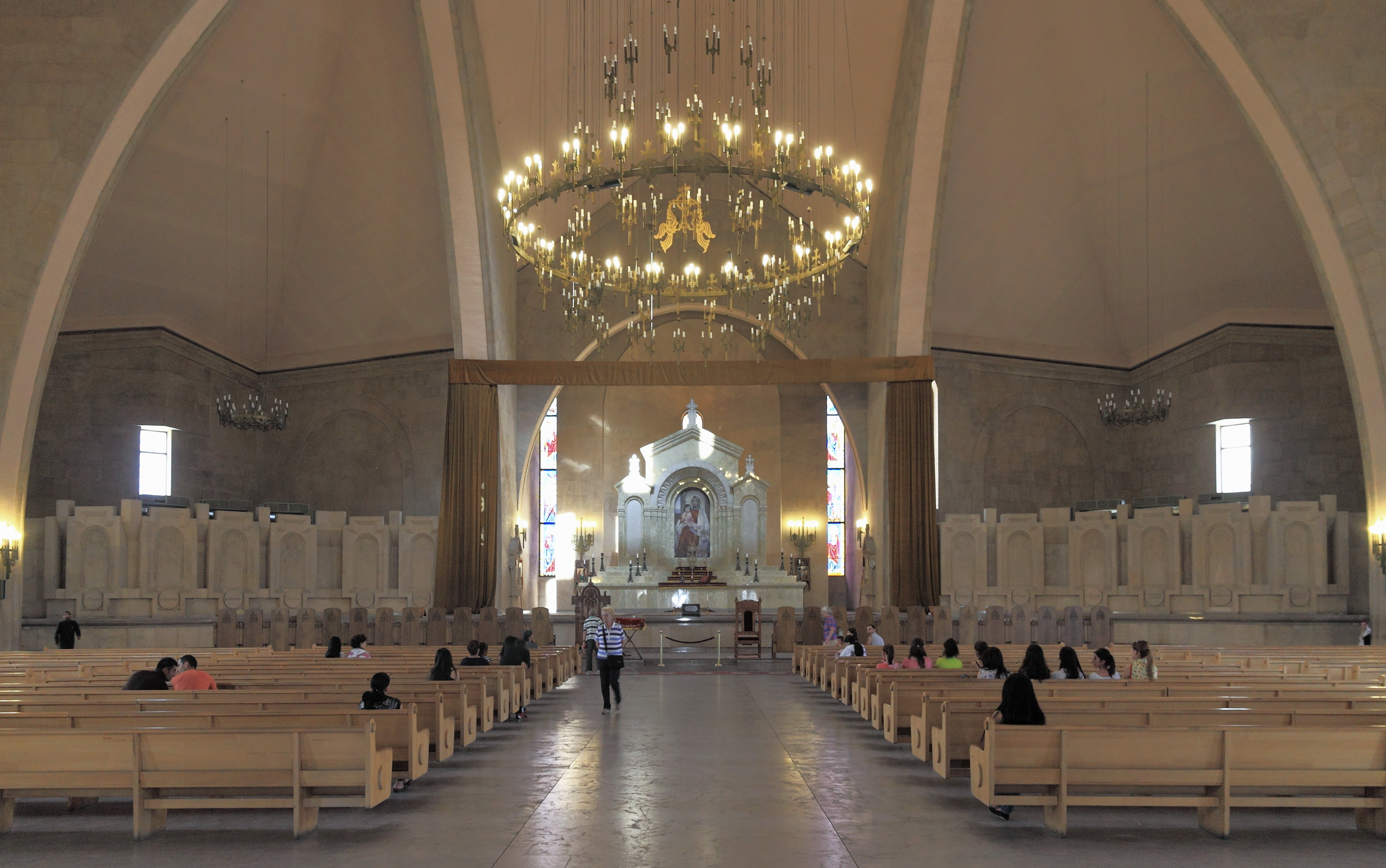
Wnętrze katedry
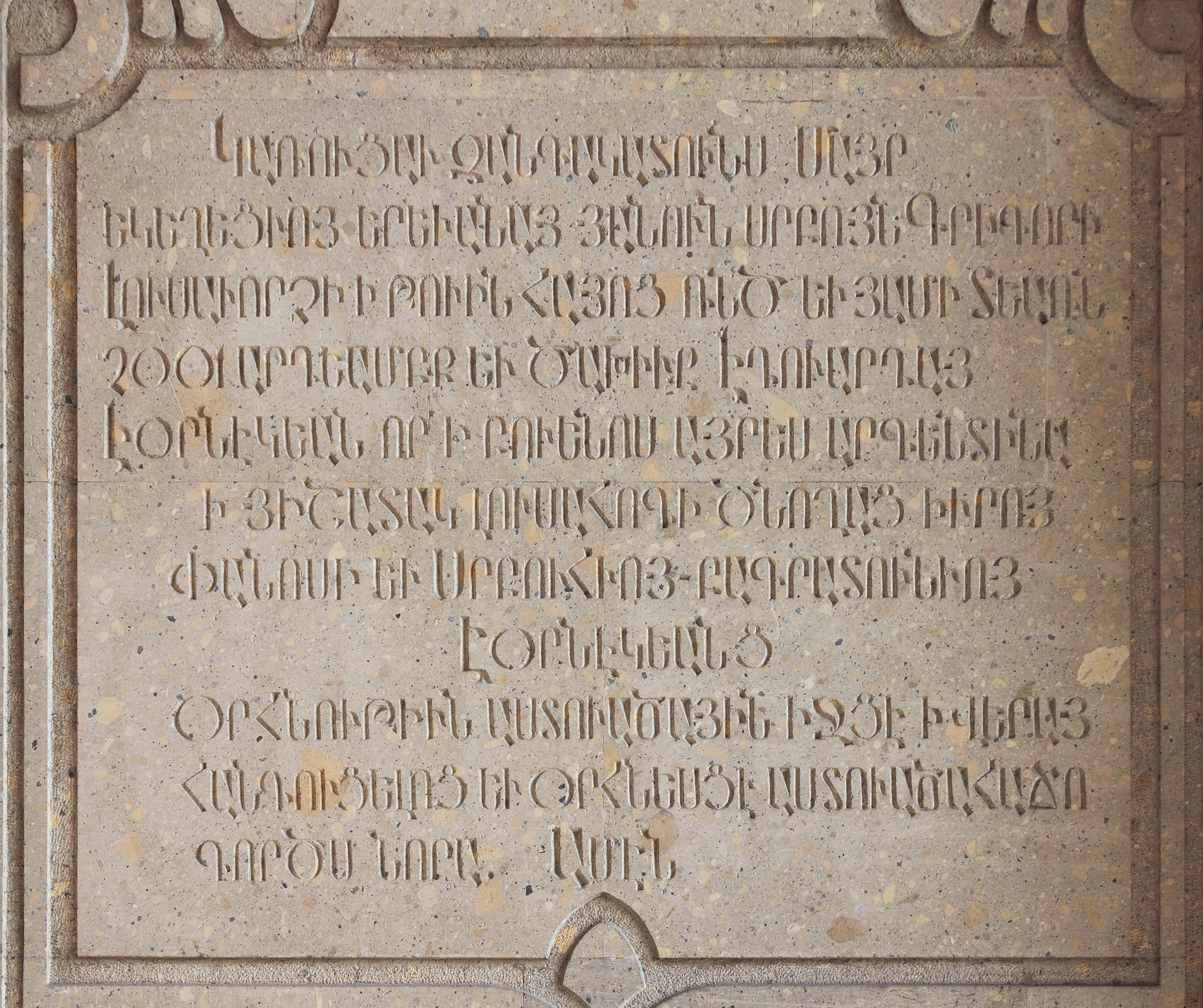
Kamienna płyta z inskrypcją w języku ormiańskim